# Винко Мегла
Винко Мегла (Томаж, код Љутомера, 13. јануар 1922 — Мала Вас, код Орможа, 27. јануар 1942), учесник Народноослободилачке борбе и народни херој Југославије.

## Биографија
Рођен је 13. јануара 1922. године у селу Томаж код Љутомера, у породици сиромашног земљорадника. Након што је завршио основну школу, породица није имала средства да даље школује Винка, па је он морао да чува стоку. Неко време је у Вршцу похађао школу војних музичара. Ускоро је нашао посао у Загребу код тапетарског мајстора Вовка. Након неког времена напустио је посао код Вовка и отишао да изучи кројачки занат. У Загребу је убрзо дошао у дотицај са радничким покретом и 1938. постао члан Савеза комунистичке омладине Југославије.
Као шегрт, Винко је био вођа успелог штрајка у занатској школи, након којег је на посао враћен професор Дефранческо, који је био отпуштен јер је био комуниста. Био је активан и у синдикланој комисији која је контролисала радне услове шегрта. Убрзо је постао члан Градског комитета СКОЈ-а. Члан Комунистичке партије Југославије постао је 1940. године. Убрзо потом је био ухапшен, али је пуштен по избијању рата.
Крајем априла 1941. године, Винко је у Загребу сусрео једног познаника, који је постао усташа. Покушао је да га наговори да и он ступи у усташе приповедајући му како се може добро обогатити пљачкајући српска села. Следећи пут, Винко је дошао код усташе са гвозденом полугом испод капута и убио га. То је био први усташа који је у Хрватској убијен.
У јулу 1941, Мегла је учествовао у припремама за ослобађање заточених комуниста у логору Керестинец. Током бега су похватани скоро сви заточеници, а ускоро је био ухапшен и Мегла. Када су га спороводили до затвора Лепоглаве, успео је да се ослободи и вратио се у Загреб.
У августу 1941, добио је одобрење надлежних партијских органа да се преко Љубљане пребаци у Штајерску. У Покрајинском комитету КП Словеније, био је задужен за рад с омладином. Приликом убиства Штефана Ковача, секретара Окружног комитета за Прекомурје, 18. октобра, Мегла је био рањен, али је успео да побегне.
У зиму 1941. и 1942, немачки окупатор појачао је терор у Штајерској, због чега је Винко неколико пута дошао у опасност да буде ухваћен. Ускоро је на његову главу расписана уцена од 10 хиљада немачких марака.
У јануару 1942, Немци су ухватили једну курирку и затворили ју у Цељу. Мегла је организовао људе са немером да ју ослободи, али га је издао један потказивач. Немци су 27. јануара опколили кућу у селу Мала Вас у којој се налазио. Погинуо је у размени ватре с непријатељем.
Указом председника Федеративне Народне Републике Југославије Јосипа Броза Тита, 24. јула 1953. године, проглашен је за народног хероја.